# Liste der spanischen Gesandten in Preußen
Dies ist eine Liste der spanischen Gesandten in Preußen. 

## Gesandte
1767: Aufnahme diplomatischer Beziehungen
...
- 1813–1816: José García de León y Pizarro (1770–1835)
- 1817–1820: Pascual Vallejo
- 1820–1824: unbesetzt
- 1824–1825: Camilo Gutiérrez de los Ríos
- 1825–1829: Luis Fernando Mon del Hierro
- 1829–1832: Luis Fernández de Córdova (1798–1840)
- 1834–1835: Camilo Gutiérrez de los Ríos
- 1835–1848: unbesetzt
- 1848–1849: Antonio Remón Zarco del Valle y Huet (1785–1866)
- 1849–1850: Juan Donoso Cortés (1809–1853)
- 1850–1851: Luis Armero y Millares (1795–1853)
- 1851–1854: Gaspar de Aguilera y Contreras (1795–1856)
- 1855–1856: Pascual de Oliver
- 1856–1862: Juan Ximénez de Sandoval
- 1862–1867: Manuel Rancés y Villanueva (1824–1897)
- 1867–1869: Miguel Tenorio de Castilla (1818–1916)
- 1869–1871: Juan Antonio Rascón Navarro Seña y Redondo (1821–1902)

Ab 1871: Botschafter im Deutschen Reich